# Asociación Centroamericana y del Caribe de Anatomía
La Asociación Centroamericana y del Caribe de Anatomía (ACyCA), es una asociación civil sin fines de lucro y de carácter científico, que reúne a los anatomistas de la región de Centroamérica y del Caribe. 

## Orígenes y objetivos
En 1965 se creó la Asociación Centroamericana de Anatomía y se realizó su primer congreso en la ciudad de San Salvador, El Salvador, entre el 11 y el 13 de octubre de ese año. Fue en el Departamento de Anatomía de la Facultad de Medicina de la Universidad de El Salvador. Muchos años después, en el 2014 y en el transcurso del décimo SILAT (Simposio Iberolatinoamericano de Terminología) dependiente de la Asociación Panamericana de Anatomía, realizado en Managua, Nicaragua, se incorporó el Caribe a dicha asociación, tomando el nombre de "Asociación Centroamericana y del Caribe de Anatomía".

La Asociación Centroamericana y del Caribe de Anatomía, tiene como fines y objetivos:
a) Promover, estimular y difundir el estudio y progreso en el área de las ciencias morfológicas de la región;
b) Mantener intercambio científico - técnico, cultural y social con las Asociaciones de Anatomía de los países miembros; 
c) Realizar encuentros periódicos en los que sean discutidos asuntos relacionados con la Anatomía y demás disciplinas morfológicas; 
d) Promover dentro del área Centroamericana y del Caribe, congresos, jornadas y simposios sobre ciencias morfológicas;
e) Participar activamente en los demás foros regionales que involucren el estudio de las ciencias morfológicas y la terminología anatómica internacional; y 
f) Colaborar con a la Asociación Panamericana de Anatomía  y con la Academia Panamericana de Anatomía, en asuntos de carácter técnico y científico.

## Estructura organizativa
La Asociación Centroamericana y del Caribe de Anatomía, funciona con una sede administrativa itinerante por el término de un año, en el Departamento de Anatomía o Ciencias Morfológicas de la Universidad de quien resulte electo Presidente por ese período. Actualmente funciona en la Facultad de Medicina de la Universidad Nacional Autónoma de Nicaragua, UNAN, sede en Managua. Su actual presidente es el Prof. Dr. Reinaldo Antonio Roque. 
Los países que conforman actualmente esta asociación son: Costa Rica, Cuba, El Salvador, Guatemala, Honduras, Nicaragua y República Dominicana.
Son  miembros de la Asociación Centroamericana y del Caribe de Anatomía, todas aquellas personas relacionadas con las ciencias de la salud y biológicas, dedicadas al estudio y enseñanza de la anatomía y ciencias morfológicas que cumplan con los requisitos de admisión. Está integrada por un número ilimitado de asociados. Actualmente son 75.